# 城西産業団地駅
城西産業団地駅（ソンソサノプタンジえき）は、大韓民国大邱広域市達西区新塘洞にある大邱交通公社2号線の駅である。駅番号は221。

## 駅構造

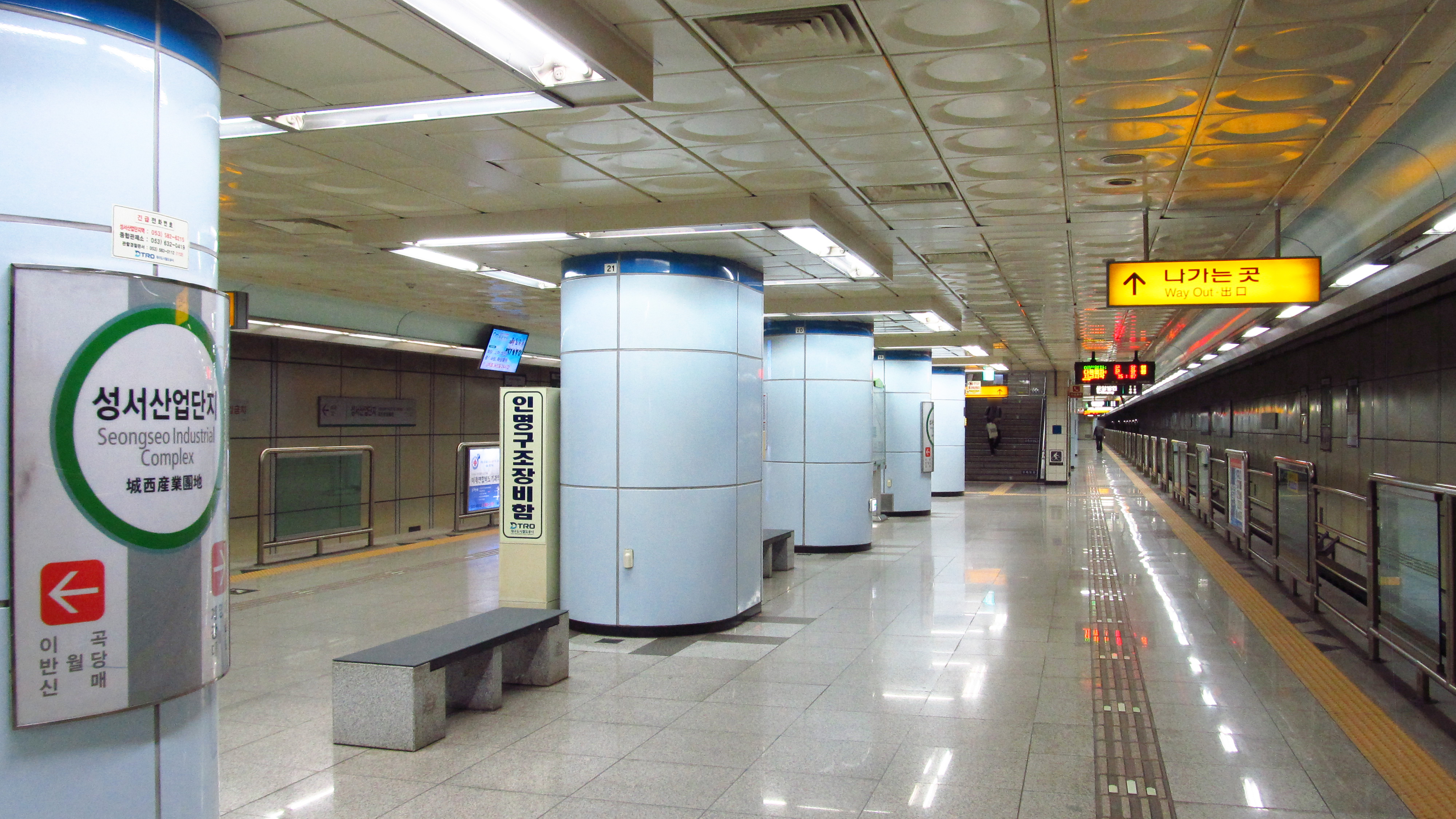
ホーム（2016年10月10日）

島式ホーム1面2線の地下駅。出口は8番まである。

## 駅周辺
駅の南方には、駅名の由来となった城西産業団地がある。略称は城西産団。一方北側には大型スーパーや映画館、飲食店などが集まる地区があり、娯楽街を形成している。
1番出口
- 城西チョンナムタウン

2番出口
- 大邱銀行 城西支店

3番出口
- 大邱江西消防署城西119安全センター

4番出口
- 城西産業団地 - 駅名の由来。

5番出口
- 梨谷セマウル金庫
- 城西農協

6番出口
- E-MART 城西店
- 大邱城西警察署
- ハンミ病院

7番出口
- 大邱城西郵便局
- 国民銀行 城西支店
- ウリィ銀行 城西支店

8番出口
- 城西アーバンタウン
- 新韓銀行 城西支店
- ハナ銀行 城西支店
- 外換銀行 城西支店
- 企業銀行 城西支店

## 歴史
- 2005年10月18日 - 城西工団駅として開業。
- 2012年1月1日 - 城西産業団地駅へ改称。

## 利用状況
| 路線   | 利用人数 | 利用人数 | 利用人数 |
| 路線   | 2005年   | 2006年   | 2007年   |
| ------ | -------- | -------- | -------- |
| ●2号線 | 4497人   | 5660人   | 5683人   |

## 隣の駅
大邱交通公社
●2号線
啓明大駅 (220) - 城西産業団地駅 (221) - 梨谷駅 (222)